# پراویدنس (ویرجینیای غربی)
پراویدنس (به انگلیسی: Providence) یک منطقهٔ مسکونی در ایالات متحده آمریکا است که در شهرستان جکسون، ویرجینیای غربی واقع شده‌است. پراویدنس ۱۹۵٫۰۷ متر بالاتر از سطح دریا واقع شده‌است.